# Кончак
Конча́к (? — после 1203 года) — половецкий хан (донских и приднепровских половцев, правил в 1170 — после 1203), сын хана Атрака (Отрока), внук хана Шарукана. Политика Кончака характеризуется как походами на Киев и Переяславль, так и участием во внутренних войнах восточнославянских княжеств, которые привлекали военную силу половцев.

## Биография
Был сыном половецкого хана Атрака и неизвестной грузинской княжны. Впервые упомянут в русских летописях в 1170 году как участник княжеских междоусобиц. В 1171 году организовал первый поход на Русь, заключив союз с ханом лукоморских половцев Кобяком. Объединённые половецкие силы подступили к Переяславлю, но не сумели захватить город и ограничились грабежом окрестностей у Серебряного и Баруча. Узнав о местоположении половецких сил от пленных половцев из разбитого передового отряда, новгород-северский князь Игорь Святославич догнал и разбил силы Кончака и Кобяка. Участвовал в междоусобице 1172 года на Руси: «половци… много створивше зла, люди повоевавши».
В августе 1180 года совершил успешный набег на окрестности Переяславля и вернулся в степи с огромной добычей. Тем не менее, у Кончака было недостаточно сил для продолжительной борьбы с Киевом и Черниговом, в связи с чем он ограничивался лишь грабительскими походами. Старался восстановить традиционные связи Ольговичей с донскими половцами. Сумел заключить мир со Святославом Всеволодовичем и Игорем Новгород-Северским. Вмешался в борьбу между Ольговичами и Рюриком Ростиславичем за киевский престол. Однако предпринятый в 1181 году в союзе с Кобяком поход против Мономаховичей закончился катастрофой для Кончака. Половецкие войска были разбиты войсками Рюрика на реке Черторые, в битве был убит его брат, хан Елтук, а четыре хана и два его сына попали в плен. Кончаку вместе с Игорем Святославичем удалось спастись, «бежа на Городецъ к Чернигову».
Кончак совершил поход на Русь только в 1183 году, в союзе с ханом Глебом Тирпеевичем. Услышав, что русские князья вышли ему навстречу, он не стал принимать бой и отступил. В том же году в битве на Орели был разгромлен русскими князьями и пленён (затем погиб) Кобяк. В 1184 году Кончак предпринял масштабный поход на Русь, использовав даже осадные орудия. В 1185 году он пришёл на Русь с большой ордой, но потерпел поражение на Хороле от русских князей во главе с великим князем Святославом. Сам Кончак чудом избежал гибели. Согласно сравнительному анализу, предпринятому Н. Г. Бережковым, февральский поход Кончака на Русь, помещённый в Киевской летописи в статью под 6691 годом перед сообщением о битве на Орели (30 июля), и поражение Кончака на Хороле 1 марта, являются одним событием, относящимся к 1184 году и предшествовавшим битве на Орели, относящейся также к 1184 году.
В апреле 1185 года по инициативе Святослава чёрные клобуки совершили поход в степь, но не достигли никаких существенных результатов. В том же году Кончак с другими ханами разбил на реке Каяле Игоря Святославича; битва описана в «Слове о полку Игореве». Пользуясь поражением русских дружин, вместе с Гзаком совершил грабительские походы на Русь. Но в отличие от Гзака, отправившегося грабить, как предполагалось, беззащитные северские земли, Кончак осадил Переяславль. Узнав о приближении дружин Святослава Киевского и Рюрика, Кончак своевременно снял осаду и по дороге в степь сжёг город Римов.
Пытаясь достичь прочного союза с Игорем, добился брака находившегося в его плену Владимира Игоревича со своей дочерью Свободой в 1187 году (она была крещена в православии под именем Настасья). Эти действия были направлены на то, чтобы приобрести в лице Игоря и всей его обширной родни надежных союзников. В 1187 г. Кончак окончательно закрепил дружбу и союз, отпустив Владимира из плена, когда у молодых уже родился ребёнок: «ис половец с кончаковною и створи Игорь свадбу сынови своему и венча его и с детятем». После этого события летописцы ни разу не зафиксировали набегов Игоря и его родни на владения Кончака.
Планировал большой поход в киевские земли, который, однако, не состоялся в связи с тем, что Святослав, Рюрик и Ярослав Черниговский успели вовремя собрать полки и преградить ими дорогу половецким силам. Несмотря на это, Кончак не отказался от своей враждебной политики в отношении киевских и черниговских князей (исключая Игоря Святославича и его родственников). Последний раз хан Кончак упоминается в Новгородской первой летописи как участник взятия Киева 2 января 1203 года войсками Рюрика Ростиславовича и Ольговичей.

## Семья и дети
Мать Кончака, жена хана Отрока, служившего царю Давиду — грузинская княжна.
Дочь, Свобода, в крещении Настасья, — жена Владимира Игоревича с 1185 года.
После смерти Кончака его власть перешла к его сыну Юрию Кончаковичу.

## Кончак в искусстве

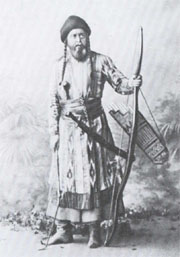
Корякин, Михаил Михайлович в роли Кончака

Кончак является персонажем оперы А. П. Бородина «Князь Игорь». Его партию исполнил известный русский бас Марк Рейзен
В фильме «Князь Игорь» роль Кончака играет Бимболат Ватаев.
Упомянут в повести «Слово о полку Игореве».